# بن تولت
بن تولت (انگلیسی: Ben Tulett؛ زادهٔ ۲۶ اوت ۲۰۰۱) دوچرخه‌سوار اهل بریتانیا است.
از باشگاه‌هایی که در آن بازی کرده‌است می‌توان به تیم اسکای اشاره کرد.
وی در مسابقات کشوری و بین‌المللی در مجموع برندهٔ ۲ مدال طلا شده‌است.